# Auvergne

De historische provincie verdeeld over huidige Franse departementen

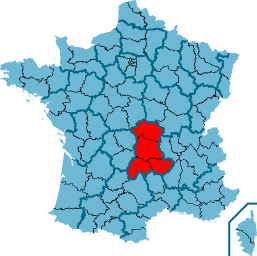
De voormalige regio in Frankrijk

Auvergne  (Auvèrnha of Auvèrnhe in het Occitaans) is een historische provincie en voormalige regio in het centrum van Frankrijk, in het Centraal Massief. Sinds 2016 is de regio samengevoegd met Rhône-Alpes tot Auvergne-Rhône-Alpes. De inwoners worden Auvergnats en Auvergnates genoemd. De hoofdstad is Clermont-Ferrand.

## Geschiedenis
Auvergne dankt zijn naam aan het Gallische volk de Arverni, waarvan Vercingetorix de koning was ten tijde van de Romeinse invasie. In de Middeleeuwen werd Auvergne in vier feodale gebieden versnipperd:
- het graafschap Auvergne (de naam dateert uit ± 980);
- het bisschoppelijk graafschap Clermont (uit dezelfde tijd, tegenspeler);
- het graafschap Clermont, daterend van ± 1155 — dit graafschap werd in 1302 formeel het graafschap Dauphiné van Auvergne;
- La Terre royale d'Auvergne (het koninklijk gebied van Auvergne) dat in 1360 werd opgericht, in het hertogdom Auvergne.

Deze vier gebieden vormden tot aan de Franse Revolutie de zelfstandige Franse provincie Auvergne. Auvergne grensde aan de historische provincies Bourbonnais in het noorden, Lyonnais in het oosten, Limousin en Marche in het westen, Languedoc in het zuiden en Guyenne-et-Gascogne in het zuidwesten.
In 1790 werd deze provincie in de vier departementen verdeeld die we vandaag de dag kennen, Allier, Cantal, Haute-Loire en Puy-de-Dôme, hoewel Allier ook deel uitmaakte van de historische provincies Bourbonnais in het noorden en Lyonnais in het oosten en Haute-Loire van Languedoc in het zuiden.
In 1941 werd door Vichy-Frankrijk een regio gevormd met de vier genoemde departementen, die werd opgeheven met de opheffing van Vichy-Frankrijk op 20 augustus 1944. In 1955 werd opnieuw een regio gevormd met dezelfde departementen. Deze regio werd bij de regionale herindeling per januari 2016 opgeheven en opgenomen in de regio Auvergne-Rhône-Alpes.

## Geografie

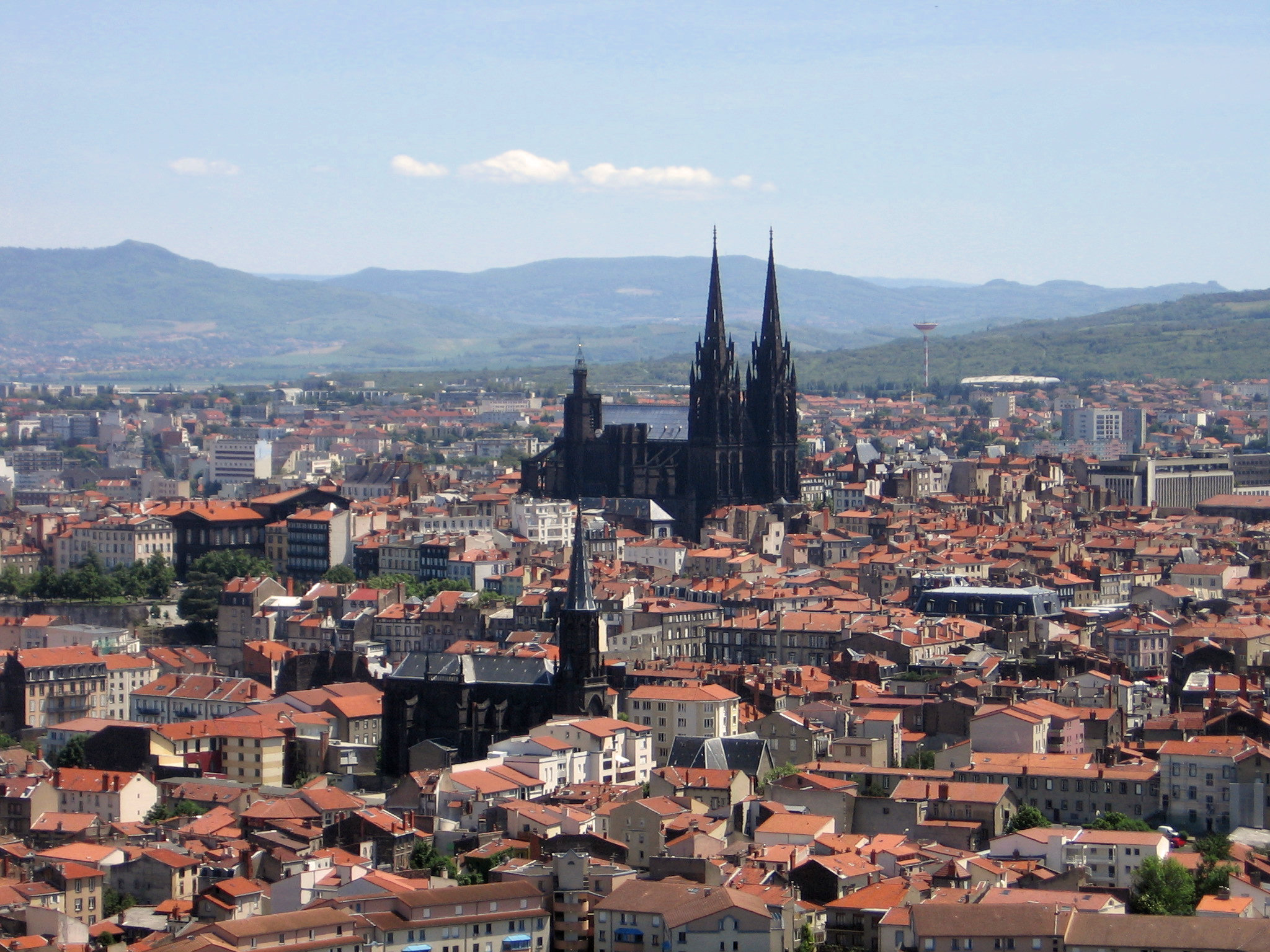
Clermont-Ferrand

De hoofdstad van Auvergne is Clermont-Ferrand. Een groot deel van het gebied van Auvergne maakt deel uit van het Centraal Massief, een oud vulkanisch gebergte dat zich over bijna een zesde van de totale oppervlakte van Frankrijk uitstrekt. Het relatieve isolement van de regio blijft voortduren, ondanks pogingen van de overheid dat te verbeteren. Deze situatie heeft de economische ontwikkeling in de steden niet bevorderd en het isolement is een van de factoren die hebben bijgedragen tot de stagnatie en draagt bij aan de leegloop van het gebied. Hierdoor werd het na de Tweede Wereldoorlog als het centrale deel van de diagonaal van de leegte beschouwd.

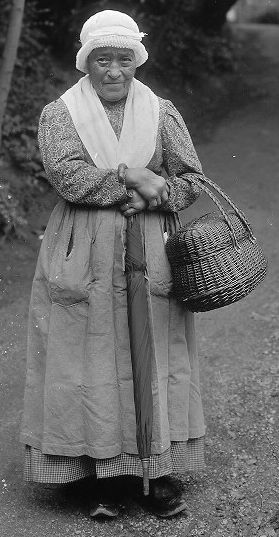
Traditionele klederdracht

| Aangrenzende regio's | Aangrenzende regio's | Aangrenzende regio's | Aangrenzende regio's | Aangrenzende regio's |
| -------------------- | -------------------- | -------------------- | -------------------- | -------------------- |
| Centre-Val de Loire  |                      |                      |                      | Bourgogne            |
|                      |                      |                      |                      |                      |
| Limousin             | Rhône-Alpes          |                      |                      |                      |
|                      |                      |                      |                      |                      |
| Midi-Pyrénées        |                      | Languedoc-Roussillon |                      |                      |

## Cultuur en erfgoed
Auvergne is bekend om zijn muzikale cultuur, met name op het niveau van dansmuziek. Na tijdenlange mondelinge overdracht werd in de jaren 70 de muziek van mondelinge traditie verzameld en op audiobanden gezet.
De lokale taal, een variant van het Occitaans, wordt Auvergnat genoemd.
Tot het erfgoed van de streek behoort de Bleu d'Auvergne, een blauwschimmelkaas van gepasteuriseerde koemelk. Het is een variant van de veel oudere rauwmelkse fourme de Cantal.

## Afkomstig uit Auvergne
- Vercingetorix (82 - 46 v.Chr), koning der Arverni.
- Walricus (565 - 619), kloosterling en heilige
- Blaise Pascal (1623 - 1662), wis- en natuurkundige, filosoof en theoloog.
- Markies de La Fayette (1757 - 1834), edelman en revolutionair
- Pierre Laval (1883-1945), politicus en collaborateur
- Jules Romains (1885-1972), schrijver
- Coco Chanel (1886-1971), couturier
- Roger Walkowiak (1927-2017), wielrenner

## Externe links

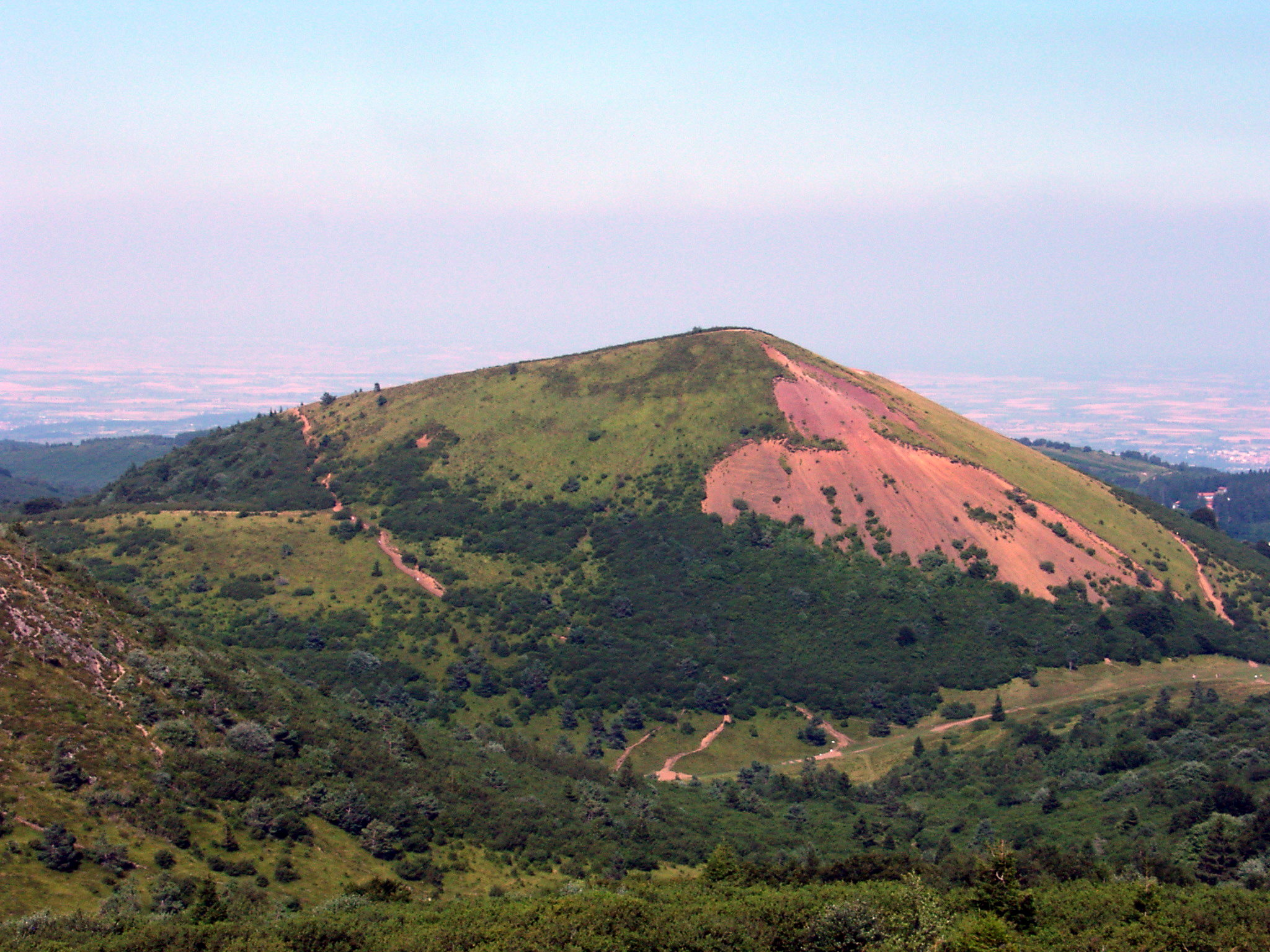
Puy de Pariou